# Erebia eximia
Erebia eximia är en fjärilsart som beskrevs av Fuchs 1914. Erebia eximia ingår i släktet Erebia och familjen praktfjärilar. Inga underarter finns listade i Catalogue of Life.